# Tennessee Waltz
Singles de Pee Wee King
Moanin' the Blues
(1951) (I Heard that) Lonesome Whistle
(1951)
Tennessee Waltz est une chanson écrite par Redd Stewart et Pee Wee King,.
Stewart et King ont écrit cette chanson dans un camion alors qu'ils étaient en tournée en 1948,. Ils ont été inspirés par la chanson Kentucky Waltz de Bill Monroe de 1946,,.
La chanson a été originellement enregistrée et sortie par Pee Wee King & His Golden West Cowboys, leur version était moyennement populaire au début 1949.
La version de Patti Page, sortie en 1950, a atteint la 1re place du classement pop aux États-Unis et s'est vendue à plus de 5 millions d'exemplaires en six mois.
En 1979, Tennessee Waltz est devenue la chanson officielle de l'État du Tennessee. 

## Composition
C'est une valse (anglais : waltz).